# Laski (powiat makowski)
Laski – wieś sołecka w Polsce położona w województwie mazowieckim, w powiecie makowskim, w gminie Szelków. Według administracji kościelnej miejscowość przynależy do parafii Szelków.
| SIMC    | Nazwa | Rodzaj      |
| ------- | ----- | ----------- |
| 0521182 | Laski | osada leśna |

Wieś szlachecka położona była w drugiej połowie XVI wieku w powiecie makowskim ziemi różańskiej. W latach 1975–1998 miejscowość należała administracyjnie do województwa ostrołęckiego.